# Stöttwang
Stöttwang est une commune de Bavière (Allemagne), située dans l'arrondissement d'Ostallgäu, dans le district de Souabe.

## Église baroque des saints Gordian et Epimachus

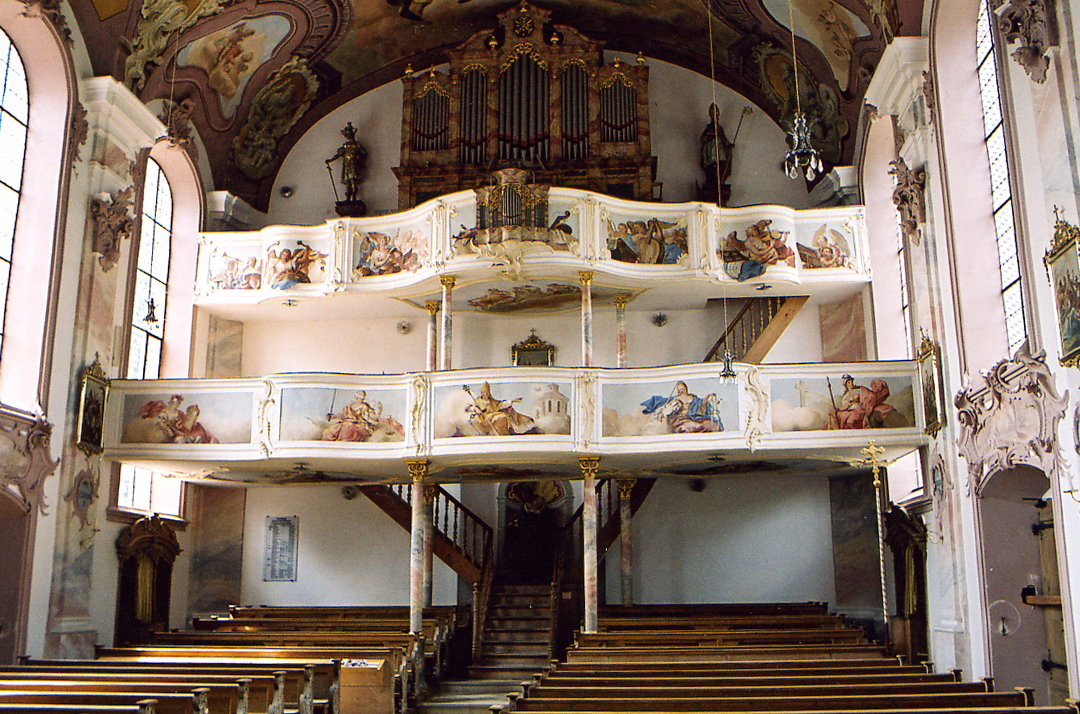
Orgues et fresques dans l'église de Stöttwang, en 2004